# Anneliese Kohlmann

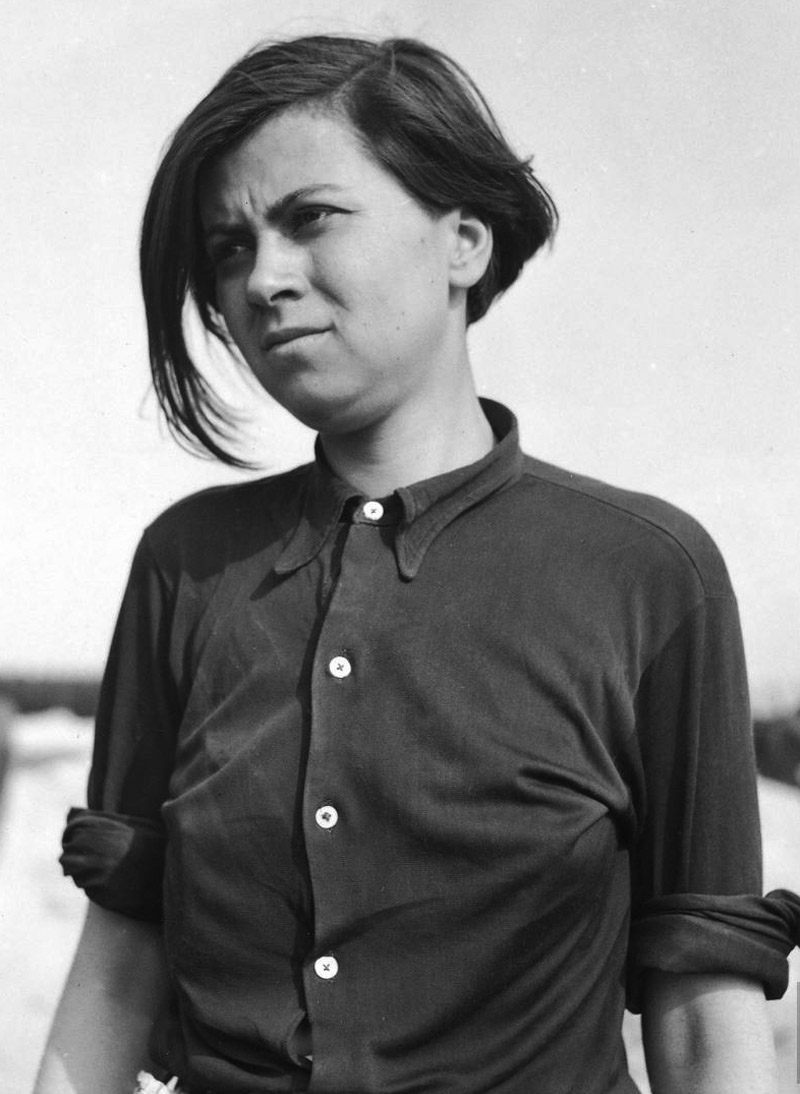
Anneliese Kohlmann

Anneliese Kohlmann (Hamburgo, Alemania; 23 de marzo de 1921 – 17 de septiembre de 1977). Fue una Vigilante de las SS asignada a los campos de concentración nazis durante el Holocausto judío de la Segunda Guerra Mundial.
Kohlmann se hizo miembro del Partido Nazi el 1 de abril de 1940, a los 19 años de edad.  Trabajó como Conductora de Tranvías en Hamburgo, viviendo con sus padres hasta el 30 de octubre de 1944. En esa fecha ingresó al Servicio voluntario de las SS y el 4 de noviembre de 1944 es conscripta como SS Aufseherin (Celadora o vigilante) siendo asignada a la cárcel de Neugraben. En marzo de 1945, es transferida a la cárcel de Tiefstack, cerca de Hamburgo. 
El 8 de abril de 1945, es transferida al Campo de concentración de Bergen-Belsen. El 15 de abril a la llegada de las tropas británicas cambió su uniforme de SS, por ropas de prisionera. Dos días después fue denunciada por las demás prisioneras y detenida por los británicos. Kohlmann fue ampliamente fotografiada cargando cadáveres en el entierro masivo donde tropas británicas obligaron a los antiguos celadores y personal SS a cargar cuerpos de detenidos en fosas comunes. 
Kohlmann fue presentada ante un tribunal británico en el llamado segundo Juicio de Bergen-Belsen entre el 15 y 30 de junio de 1946, en Celle y Lüneberg siendo condenada a dos años de arresto por las denuncias de maltratos y abusos sexuales a las prisioneras del campo a quienes supuestamente acosaba por su conocido lesbianismo.
Debido al tiempo que tenía en prisión, Kohlmann fue liberada el día siguiente a la finalización del juicio.
Anneliese Kohlmann falleció de causas naturales en Alemania Occidental el 17 de septiembre de 1977.  